# Tatsuya Takahashi
Tatsuya Takahashi (高橋 龍也 Takahashi Tatsuya?, Prefectura de Ishikawa, 14 de noviembre de 1970) es un guionista y creador japonés. Se ha desempeñado como escritor principal de animes como The iDOLM@STER Cinderella Girls, Eromanga Sensei, Beatless, Domestic na Kanojo, Saihate no Paladin, Shūmatsu no Harem o Class no Daikirai na Joshi to Kekkon Suru Koto ni Natta..

## Biografía
Tatsuya Takahashi nació el 14 de noviembre de 1970 en la ciudad de Nanao, Prefectura de Ishikawa.

### Universidad - Antes de Leaf
Durante su época universitaria, estrechó lazos de amistad con Minazuki Toru, con quien ha continuado colaborando en actividades creativas hasta el presente. Ambos eran miembros del mismo club en la universidad.
Tras graduarse, consiguió un trabajo en Taito, un fabricante de juegos. Durante los primeros seis meses de capacitación, estuvo involucrado en la gestión de tiendas y la venta de equipos de karaoke, para luego integrarse al departamento de desarrollo. Allí, trabajó en una división dedicada a la producción de diversos tipos de contenido visual. Por otro lado, Minazuki dejó la universidad antes de graduarse y se unió a TGL, donde inició su carrera como diseñador de personajes para los juegos de la compañía.
En esta etapa, Takahashi y Minazuki crearon juntos el manga Dead End World. En esta obra, Takahashi se encargó de la configuración, el guion y el acabado, mientras que Minazuki se ocupó del arte. Llevaron el proyecto a una editorial, pero aunque estaba listo para ser serializado, la revista cerró antes de que pudiera publicarse. La protagonista de este manga, la "Princesa Lumina", se convirtió más tarde en la inspiración para "Multi", un personaje icónico de la famosa obra To Heart.
Posteriormente, Minazuki se unió a una pequeña empresa llamada U-Office, que en ese momento producía juegos para PC y música. Más tarde, esta empresa se convirtió en Aqua Plus, y Minazuki jugó un papel clave en la fundación de la marca de juegos para adultos Leaf, trabajando como ilustrador principal.

### Era de Leaf
En torno al lanzamiento del segundo juego de la marca Leaf, Filsnown (3 de agosto de 1995), Minazuki invitó a Takahashi a unirse a U-Office. En noviembre de 1995, participó como responsable de "pruebas de juego" en el título LEGAM, publicado bajo el nombre de U-Office.
En 1996, se unió al equipo principal de Leaf para trabajar en su primera gran producción, Shizuku. Ese mismo año colaboró en Kizuato y, al año siguiente, en To Heart, desempeñándose como encargado de planificación y guion en estos proyectos. Gracias a estos tres títulos, Leaf se posicionó como uno de los principales desarrolladores de juegos para adultos.
Tras el éxito de To Heart en 1997, Takahashi trabajó en varios proyectos derivados de la marca Leaf, incluidos discos especiales para los fanáticos y la adaptación de To Heart para PlayStation en 1999. En paralelo, contribuyó al fortalecimiento del equipo creativo, supervisó el guion de la adaptación televisiva animada de To Heart (1999) y estuvo involucrado en la planificación, supervisión y creación de diversos productos relacionados, como publicaciones y juegos de cartas. Durante este período, su participación como miembro principal en los juegos disminuyó temporalmente, limitándose a escribir subtramas, desarrollar minijuegos y otros proyectos secundarios.

### Era de PLAYM
Tras un período de desarrollo de entre 2 y 4 años, en abril de 2004 se lanzó el primer juego de Pureslime, Realize. Dos años después, en diciembre de 2006, la compañía publicó su segundo título, Reinana. Posteriormente, en el sitio web oficial de Pureslime se compartieron fragmentos de información sobre un nuevo proyecto en desarrollo que continuaría la línea de Reinana. Sin embargo, tras un tiempo, las actualizaciones del sitio cesaron, y las actividades públicas de Takahashi también parecieron detenerse.
En abril de 2009, Takahiro Baba, presidente de Visual Arts (empresa matriz de Pureslime), reveló de manera no oficial que la marca Pureslime había sido disuelta y que tanto Takahashi como Minazuki se habían trasladado a Tokio. A pesar de esto, en 2014, Takahashi expresó que, según su percepción, el equipo de desarrollo de Pureslime seguía existiendo de manera informal. Además, señaló que si en el futuro llegaba a colaborar nuevamente con Minazuki en la creación de videojuegos, probablemente lo harían bajo la marca Pureslime.

### Como guionista
Posteriormente, fue invitado por el guionista y novelista Yōsuke Kuroda para comenzar su carrera como guionista. Su primer trabajo como guionista fue en el anime Kannagi (2008), específicamente en el episodio 9, marcando su entrada en la industria. Desde entonces, su carrera como guionista se desarrolló principalmente en anime, participando en varios episodios individuales, así como en películas de acción real y adaptaciones de manga.
Aunque su participación en anime continuó siendo en términos de episodios individuales, en 2015, en The Idolmaster Cinderella Girls, Takahashi trabajó por primera vez como cocreador del guion junto con la directora Tetsuko Takao, encargándose de la estructura completa de la serie. Además, contribuyó con parte del guion y los diálogos para el juego Cinderella Girls G4U! vol.1, incluido en la versión con contenido adicional del BD. Este fue su primer trabajo en un juego en 9 años, desde su participación en Reinana.
Con el tiempo, Takahashi comenzó a recibir más trabajos encargándose de la composición de series. Un ejemplo de ello fue en la temporada de enero de 2018, cuando tres de sus series fueron transmitidas simultáneamente: Toji no Miko, Ramen Daisuki Koizumi-san y Beatless. Además, en la temporada de octubre de 2018, Takahashi alcanzó su primera experiencia como guionista de todos los episodios en Tonari no Kyūketsuki-san, donde también desempeñó el rol de creador de la composición de la serie.
En los últimos años, además de su trabajo como guionista, Takahashi también ha estado involucrado en la creación de mundos y en la producción de proyectos originales. Un ejemplo de ello fue en la OVA Escacron, donde se encargó tanto del guion como de la creación del universo del proyecto. Además, en Toji no Miko, participó no solo como guionista y encargado de la composición de la serie, sino también como parte de la creación del original.

## Trabajos

### Series de televisión
| Año  | Anime                                                                   | Estudio                             | Funciones                                                      | Refs.         |
| ---- | ----------------------------------------------------------------------- | ----------------------------------- | -------------------------------------------------------------- | ------------- |
| 2008 | Kannagi                                                                 | A-1 Pictures                        | Guionista (#9)                                                 | [ 23 ]        |
| 2009 | Asu no Yoichi!                                                          | AIC                                 | Guionista (#3-9)                                               | [ 24 ]        |
| 2009 | Phantom: Requiem for the Phantom                                        | Bee Train                           | Guionista (#8)                                                 | [ 25 ]        |
| 2009 | Hayate no Gotoku!!                                                      | J.C.Staff                           | Guionista (#2-3, 13, 19)                                       | [ 26 ]        |
| 2010 | Highschool of the Dead                                                  | Madhouse                            | Guionista (#4, 9)                                              | [ 27 ]        |
| 2010 | Kami nomi zo Shiru Sekai                                                | Manglobe                            | Guionista (#4)                                                 | [ 28 ]        |
| 2011 | The iDOLM@STER                                                          | A-1 Pictures                        | Guionista (#5, 11-12, 15, 19, 22)                              | [ 29 ]        |
| 2011 | Nekogami Yaoyorozu                                                      | AIC PLUS+                           | Guionista (#3, 7, 9)                                           | [ 30 ]        |
| 2012 | Natsu-iro Kiseki                                                        | Sunrise                             | Guionista (#6, 11)                                             | [ 31 ]        |
| 2012 | Aikatsu!                                                                | Sunrise Bandai Namco Pictures       | Guionista (#4)                                                 | [ 32 ]        |
| 2013 | Kiniro Mosaic                                                           | Studio Gokumi                       | Guionista (#7-8, 11)                                           | [ 33 ]        |
| 2013 | Kami nomi zo Shiru Sekai: Megami-hen                                    | Manglobe                            | Guionista (#3-4, 7, 9)                                         | [ 34 ]        |
| 2013 | BlazBlue: Alter Memory                                                  | Hoods Entertainment teamKG          | Guionista (#4, 6-7, 9, 12)                                     | [ 35 ]        |
| 2013 | Tokyo Ravens                                                            | 8-Bit                               | Guionista (#7-9, 18-20)                                        | [ 36 ]        |
| 2014 | Escha & Logy no Atelier: Tasogare no Sora no Renkinjutsushi             | Studio Gokumi                       | Guionista (#4, 7, 10)                                          | [ 37 ]        |
| 2014 | Futsū no Joshikōsei ga Locodol Yattemita                                | Feel                                | Guionista (#3, 5, 10-11)                                       | [ 38 ]        |
| 2014 | Ushinawareta Mirai wo Motomete                                          | Feel                                | Guionista (#3, 7, 10)                                          | [ 39 ]        |
| 2014 | Grisaia no Kajitsu                                                      | 8-Bit                               | Guionista (#8-9)                                               | [ 40 ]        |
| 2015 | The iDOLM@STER Cinderella Girls                                         | A-1 Pictures                        | Composición de la serie Guionista (#1-3, 7-8)                  | [ 41 ]        |
| 2015 | Hello!! Kiniro Mosaic                                                   | Studio Gokumi                       | Guionista (#4, 6, 11)                                          | [ 42 ]        |
| 2015 | Grisaia no Rakuen                                                       | 8-Bit                               | Guionista (#1-4)                                               | [ 43 ]        |
| 2015 | Wooser no Sono Higurashi: Mugen-hen                                     | Sanzigen                            | Guionista (#12)                                                | [ 44 ]        |
| 2015 | The iDOLM@STER Cinderella Girls 2nd Season                              | A-1 Pictures                        | Composición de la serie Guionista (#3, 9, 12)                  | [ 45 ]        |
| 2016 | Kōkaku no Pandora                                                       | Studio Gokumi AXsiZ                 | Composición de la serie Guionista (#1-3, 7, 9, 11-12)          | [ 46 ]        |
| 2016 | Netoge no Yome wa Onna no Ko Janai to Omotta?                           | Project No.9                        | Composición de la serie Guionista (#1-3, 6, 10-12)             | [ 47 ]        |
| 2016 | Rewrite                                                                 | 8-Bit                               | Guionista (#2, 4)                                              | [ 48 ]        |
| 2017 | Rewrite 2nd Season                                                      | 8-Bit                               | Guionista (#17-19, 23)                                         | [ 49 ]        |
| 2017 | Eromanga Sensei                                                         | A-1 Pictures                        | Composición de la serie Guionista (#1-4, 9)                    | [ 50 ]        |
| 2017 | Zero kara Hajimeru Mahō no Sho                                          | White Fox                           | Guionista (#3, 6, 10)                                          | [ 51 ]        |
| 2017 | Jūni Taisen                                                             | Graphinica                          | Guionista (#3, 9-10)                                           | [ 52 ]        |
| 2018 | Ramen Daisuki Koizumi-san                                               | Studio Gokumi AXsiZ                 | Composición de la serie Guionista (#1-3, 5, 7, 11-12)          | [ 19 ]        |
| 2018 | Toji no Miko                                                            | Studio Gokumi                       | Composición de la serie Guionista (#1-4, 8, 12-13, 17, 21, 24) | [ 20 ]        |
| 2018 | Beatless                                                                | Diomedéa                            | Composición de la serie Guionista (#1-3, 5, 19-20, 23-24)      | [ 21 ]        |
| 2018 | Beatless Final Stage                                                    | Diomedéa                            | Composición de la serie Guionista (#23-24)                     | [ 53 ]        |
| 2018 | Tonari no Kyūketsuki-san                                                | Studio Gokumi AXsiZ                 | Composición de la serie Guionista (#1-12)                      | [ 22 ]        |
| 2019 | Domestic na Kanojo                                                      | Diomedéa                            | Composición de la serie Guionista (#1-4, 11-12)                | [ 54 ]        |
| 2019 | Kenja no Mago                                                           | Silver Link                         | Composición de la serie Guionista (#1-2, 7-8, 11-12)           | [ 55 ]        |
| 2019 | Val x Love                                                              | Hoods Entertainment                 | Composición de la serie Guionista (#1-2, 8, 11-12)             | [ 56 ]        |
| 2019 | Rifle Is Beautiful                                                      | 3Hz                                 | Composición de la serie Guionista (#1-2, 4, 7, 11-12)          | [ 57 ]        |
| 2020 | Hatena☆Illusion                                                         | Children's Playground Entertainment | Composición de la serie Guionista (#1, 5, 9, 12)               | [ 58 ]        |
| 2020 | Ochikobore Fruit Tart                                                   | Feel                                | Composición de la serie Guionista (#1)                         | [ 59 ]        |
| 2021 | Idoly Pride                                                             | Lerche                              | Composición de la serie Guionista (#1-2, 4, 7, 9, 11-12)       | [ 60 ]        |
| 2021 | Slime Taoshite 300-nen, Shiranai Uchi ni Level Max ni Nattemashita      | Revoroot                            | Composición de la serie Guionista (#1, 6-7, 11)                | [ 61 ]        |
| 2021 | Saihate no Paladin                                                      | Children's Playground Entertainment | Composición de la serie Guionista (#1-2, 5-7, 11-12)           | [ 62 ]        |
| 2022 | Shūmatsu no Harem                                                       | Studio Gokumi AXsiZ                 | Composición de la serie Guionista (#1, 3, 5, 7, 11)            | [ 63 ]        |
| 2022 | Kinsō no Vermeil                                                        | Staple Entertainment                | Composición de la serie Guionista (#1-2, 5-12)                 | [ 64 ]        |
| 2023 | Jitsu wa Ore, Saikyō deshita?                                           | Staple Entertainment                | Composición de la serie Guionista (#1-2, 5, 7, 9-12)           | [ 65 ]        |
| 2023 | Jidōhanbaiki ni Umarekawatta Ore wa Meikyū ni Samayō                    | Studio Gokumi AXsiZ                 | Composición de la serie Guionista (#1, 3, 6, 8, 10, 12)        | [ 66 ]        |
| 2023 | 16bit Sensation: Another Layer                                          | Silver                              | Composición de la serie Guionista (#2-4, 13)                   | [ 67 ]        |
| 2023 | Saihate no Paladin: Tetsusabi no Yama no Ō                              | OLM Sunrise Beyond                  | Composición de la serie Guionista (#1-2, 5, 8, 11-12)          | [ 68 ]        |
| 2023 | D4DJ All Mix                                                            | Sanzigen                            | Guionista (#8-9)                                               | [ 69 ]        |
| 2025 | Class no Daikirai na Joshi to Kekkon Suru Koto ni Natta.                | Studio Gokumi AXsiZ                 | Composición de la serie Guionista (#1-2, 6-7, 10-12)           | [ 70 ]        |
| 2025 | Botsuraku Yotei no Kizoku dakedo, Hima datta kara Mahō wo Kiwamete Mita | Studio Deen Marvy Jack              | Composición de la serie Guionista (#1, 4, 8, 12)               | [ 71 ]        |
| 2025 | Übel Blatt                                                              | Staple Entertainment                | Composición de la serie Guionista (#1-2, 5-7, 10, 12)          | [ 72 ] [ 73 ] |
| 2025 | Jidōhanbaiki ni Umarekawatta Ore wa Meikyū ni Samayō 2nd Season         | Studio Gokumi AXsiZ                 | Composición de la serie                                        | [ 74 ]        |
| 2025 | Watari-kun no xx ga Hōkai Sunzen                                        | Staple Entertainment                | Composición de la serie Guionista (#1, 4)                      | [ 75 ]        |

### Películas
| Año  | Anime                                         | Estudio             | Funciones | Refs.  |
| ---- | --------------------------------------------- | ------------------- | --------- | ------ |
| 2014 | The iDOLM@STER Movie: Kagayaki no Mukōgawa e! | A-1 Pictures        | Guionista | [ 76 ] |
| 2016 | Kiniro Mosaic: Pretty Days                    | Studio Gokumi AXsiZ | Guionista | [ 77 ] |

### ONAs
| Año  | Anime       | Estudio | Funciones | Refs.  |
| ---- | ----------- | ------- | --------- | ------ |
| 2017 | Escha Chron | Lerche  | Guionista | [ 78 ] |

### OVAs
| Año  | Anime                                        | Estudio      | Funciones      | Refs.  |
| ---- | -------------------------------------------- | ------------ | -------------- | ------ |
| 2016 | Futsū no Joshikōsei ga Locodol Yattemita OVA | Feel         | Guionista (#1) | [ 79 ] |
| 2019 | Eromanga Sensei OVA                          | A-1 Pictures | Guionista (#2) | [ 80 ] |

### Especiales
| Año  | Anime                                    | Estudio      | Funciones | Refs.  |
| ---- | ---------------------------------------- | ------------ | --------- | ------ |
| 2012 | The iDOLM@STER: 765 Pro to Iu Monogatari | A-1 Pictures | Guionista | [ 81 ] |
| 2015 | Grisaia no Meikyū: Caprice no Mayu 0     | 8-Bit        | Guionista | [ 82 ] |